# Mihai Drecin
Mihai Dorin Drecin (n. 11 noiembrie 1944, Arad) este un politician român, membru al Parlamentului României. Mihai Drecin a fost deputat PUNR în legislatura 1996-2000. În legislatura 2004-2008, Mihai Drecin a fost senator PRM și a fost validat pe data de 28 octombrie 2008, dată la care a înlocuit pe senatorul Verginia Vedinaș. Mihai Drecin este profesor universitar la Universitatea Oradea.  